# Прието, Маурисио
Маури́сио Прие́то Гарсе́с (исп. Mauricio Prieto Garcés; род. 26 сентября 1987, Монтевидео) — уругвайский футболист, защитник.

## Биография

### Клубная карьера
Профессиональную карьеру начал в 2007 году в клубе «Ривер Плейт» из родного Монтевидео, дебютировав 25 февраля в матче против «Монтевидео Уондерерс» в рамках Клаусуры сезона 2006/07, где в итоге всего сыграл 11 матчей. Затем провёл 13 игр в Клаусуре сезона 2007/08, где его команда разделила 1-е место с «Пеньяролем», которому затем уступила в матче плей-офф за право сыграть за звание чемпиона страны.
В сезоне 2008/09 провёл 13 матчей в Апертуре, 11 в Клаусуре (где забил два гола, а его команда заняла второе место в турнире) и две встречи сыграл в предварительном раунде Южноамериканского кубка 2008 года, где его команда уступила чилийской «Универсидад Католике».
В следующем сезоне сыграл семь встреч в Апертуре и 12 — в Клаусуре, в которых забил один гол. Кроме того, провёл три матча и забил один мяч в Лигилье 2009 года, а также сыграл в четырёх встречах Южноамериканского кубка 2009 года, где, вместе с командой, дошёл до полуфинала турнира, в котором по сумме двух игр «Ривер Плейт» уступил эквадорскому ЛДУ Кито.
В сезоне 2010/11 провёл 15 матчей в Апертуре, три — в Клаусуре и две встречи сыграл в предварительном раунде Южноамериканского кубка 2010 года, где его команда уступила парагвайскому клубу «Гуарани» из Асунсьона. Свой последний матч за «Ривер Плейт» сыграл 19 февраля 2011 года против «Сентраль Эспаньола».
28 февраля 2011 года было сообщено, что достигнута договорённость о переходе Прието в «Кубань», в расположение которой на сборе в Турции он уже прибыл и после углублённого медицинского обследования должен подписать с клубом контракт, что и произошло на следующий день 1 марта, срок соглашения, как было объявлено, составил 4,5 года. В тот же день дебютировал в составе «Кубани» в товарищеском матче с минским «Динамо», в той встрече Маурисио забил и свой первый гол за «Кубань», внеся вклад в итоговую победу команды (3:1). Однако закрепиться в составе не смог, сыграл только в 7 матчах молодёжного первенства, после чего, в июле 2011 года, в клубе приняли решение расстаться с ним. По словам главного тренера «Кубани» Дана Петреску, Маурисио оказался ниже уровня, который ожидался, поэтому, ввиду завершения срока аренды, уехал домой. При этом ранее, при подписании контракта 1 марта, было официально объявлено о полноценном переходе, а не арендном соглашении.
После возвращения на родину Прието провёл ещё один сезон за родной «Ривер Плейт». С 2012 по 2016 год выступал в Чили за «Сантьяго Уондерерс».
С августа 2016 по конец 2019 года играл за «Боливар», с которым выиграл три чемпионата Боливии.

### Выступления за сборную
В 2007 году провёл два матча в составе сборной Уругвая до 20 лет в рамках проходившего в Канаде финального этапа чемпионата мира среди молодёжных команд.

## Достижения
- Чемпион Боливии (3): Апертура 2017, Клаусура 2017, Апертура 2019
- Полуфиналист Южноамериканского кубка: 2009

## Характеристика
Маурисио игрок левого фланга защиты, однако при необходимости способен занять позицию и центрального защитника.